# Bergtroepiaal
De bergtroepiaal (Macroagelaius subalaris) is een zangvogel uit de familie Icteridae (troepialen). Het is een bedreigde, endemische vogelsoort van Colombia.

## Kenmerken
De vogel is 30 cm lang. Het is een geheel dof blauwzwart gekleurde troepiaal met een lange staart. De vleugelveren hebben kastanjekleurige randen en de staart is afgerond. De snavel is zwart en kegelvormig. De vogel lijkt op de grote koevogel (Molothrus oryzivorus), maar die is glanzend zwart en heeft een langere snavel.

## Verspreiding en leefgebied
Deze soort komt nu alleen nog voor in twee natuurreservaten in het departement Santander, die liggen op de westhellingen in het oosten van de Andes. Het leefgebied is vochtig montaan eikenbos, afgewisseld met moerassen tussen de 2100 en 2900 m boven zeeniveau. De vogel had in de vorige eeuw (vòòr 1960) een veel groter verspreidingsgebied.

## Status
De bergtroepiaal heeft een beperkt verspreidingsgebied en daardoor is de kans op uitsterven aanwezig. De grootte van de populatie werd in 2017 door BirdLife International geschat op 600 tot 1700 volwassen individuen en de populatie-aantallen nemen af door habitatverlies. Het leefgebied wordt aangetast door selectieve houtkap en volledige ontbossing waarbij natuurlijk bos wordt omgezet in weiland. Verder vormen bodemerosie en mijnbouwactiviteiten een bedreiging. Om deze redenen staat deze soort als bedreigd op de Rode Lijst van de IUCN.